# Phlegmariurus pittieri
Phlegmariurus pittieri är en lummerväxtart som först beskrevs av Christ, och fick sitt nu gällande namn av B. Øllg. Phlegmariurus pittieri ingår i släktet Phlegmariurus och familjen lummerväxter. Inga underarter finns listade i Catalogue of Life.